# DigitAlb
DigitAlb – albańskie przedsiębiorstwo mediowe oraz platforma telewizji naziemnej i satelitarnej. Usługi DigitAlb zostały uruchomione w lipcu 2004 roku.